# Hantaan orthohantavirus
Hantaan ortohantavirus (HTNV) este o specie de virus ARN anvelopat, monocatenar, de sens negativ din genul Orthohantavirus. Este agentul cauzal al febrei hemoragice coreene la om. Acesta este numit după râul Hantan din Coreea de Sud și, la rândul său, este eponimul genului Orthohantavirus, și familiei Hantaviridae.

## Rezervor natural
Apodemus agrarius, cunoscut și sub numele de șoarece vărgat de câmp, este vectorul etiologic al ortohantavirusului Hantaan.

## Transmisie
Se crede că transmiterea se realizează prin inhalarea urinei și fecalelor aerosolizate de rozătoare.

## Morbiditate și mortalitate
În febra hemoragică indusă de hantavirus, timpul de incubație este cuprins între două și patru săptămâni la om înainte de apariția simptomelor infecției. Severitatea simptomelor depinde de încărcătura virală. La fel ca virusul Dobrava-Belgrad, virusul Hantaan are o rată a mortalității de 10-12%.

## Istoric
În timpul războiului coreean (1951–1953), peste 3000 de soldați americani și coreeni s-au îmbolnăvit de insuficiență renală, sângerare și șoc. Cauza a rămas necunoscută până în 1976, când Karl M. Johnson, un virolog tropical american și colegii săi, printre care virologul coreean Lee Ho Wang, au izolat virusul Hantaan din plămânii șoarecilor vărgați de câmp.